# Bernstein (Burgenland)
Bernstein (węg. Borostyánkő, rom. Boroschtschaja) – gmina targowa w Austrii, w kraju związkowym Burgenland, w powiecie Oberwart. 1 stycznia 2014 liczyła 2,2 tys. mieszkańców.